# Big Lake (Washington)
Big Lake é uma Região censo-designada localizada no estado norte-americano de Washington, no Condado de Skagit.

## Demografia
Segundo o censo norte-americano de 2000, a sua população era de 1153 habitantes.

## Geografia
De acordo com o United States Census Bureau tem uma área de 
12,2 km², dos quais 10,2 km² cobertos por terra e 2,0 km² cobertos por água.

## Localidades na vizinhança
O diagrama seguinte representa as localidades num raio de 12 km ao redor de Big Lake. 